# サネット (駆逐艦)
サネット (HMS Thanet) はイギリス海軍の駆逐艦。アドミラルティS級。

## 艦歴
1917・1918年計画の一部として1917年7月にホーソン・レスリー社に発注。1917年12月13日起工、ドイツとの休戦6日前の1918年11月5日に進水。1919年8月3日に就役し、最初は航空機の発射台のテストに用いられた。

### 第二次世界大戦
1939年9月3日の第二次世界大戦勃発時、「サネット」は中国艦隊に属し香港に配備されていた。「サネット」の任務は哨戒やドイツの海上交通の遮断であり、10月には機雷敷設艦へ改装されることになった。工事は10月18日に香港で開始され、10月21日から27日には大嶼海峡への防御用の機雷原構築に参加し、その翌日には対潜水艦任務に戻った。
1939年の残りの期間や1940年も、香港の拠点に通商保護やドイツ艦船捜索に従事した。1941年12月6日、日本との戦争のおそれからこの地域のイギリスの指揮官トーマス・フィリップス提督とアメリカのトーマス・C・ハート提督との間で話し合いが行われた。ハートは4隻の駆逐艦「ホイップル」、「オールデン」、「ジョン・D・エドワーズ」、「エドサル」をシンガポールへ送ることに同意し、フィリップスは「サネット」と同型艦の「スカウト」をシンガポールへ移動させることになった。
しかし事態の進展は早く、翌日には日本軍の真珠湾攻撃があり、12月8日には香港攻撃が始まった。「サネット」と「スカウト」は日本軍の攻撃開始1時間後に急いで脱出し、東洋艦隊に加わるためシンガポールへと向かった。シンガポールには12月13日に到着し、2隻はさまざまな護衛任務に従事した。

### 沈没
1942年1月24日に日本の輸送船2隻がシンゴラからエンドウへ向けて出発した。この船団は第三水雷戦隊を中心とする部隊の護衛されて1月26日にエンドウに到着。これに対して航空攻撃が行われたものの、与えた被害はわずかであった。一方、この日本船団を攻撃するため、「サネット」と駆逐艦ヴァンパイアも出撃した。2隻は1月26日午後4時30分にシンガポールから出撃したが、それぞれ魚雷は3本しか搭載していなかった。1月27日早朝、「サネット」と「ヴァンパイア」は日本軍の護衛部隊と遭遇した。それは3隻の駆逐艦であり、あとから軽巡洋艦「川内」も加わった。「サネット」は機関室に被弾して航行不能となり沈み始めた。「ヴァンパイア」は煙幕をはろうとするも激しい砲撃によって追い払われ、何とか逃走した。「サネット」はその少し後に沈没し、多数の死者を出した。水雷長以下31名は日本の駆逐艦「白雪」に救助され捕虜となった。